# Вологодска митрополија
Вологодска митрополија (рус. Вологодская митрополия) митрополија је Руске православне цркве.
Образована је одлуком Светог синода од 23. октобра 2014, а налази се у оквиру граница Вологодске области. У њеном саставу се налазе три епархије: Вологодска, Великоустјушка и Череповецка.